# Stolnik
Stolnik (łac. dapifer) – w Polsce do XIII w. urzędnik sprawujący pieczę nad stołem panującego. Do jego obowiązków należało nakrycie stołu do uczty, a w czasie jej trwania kierowanie podawaniem potraw. W okresie rozbicia dzielnicowego stolnik miał zastępcę podstolego. W XIV–XVI w. honorowy urząd ziemski. W Koronie i na Litwie istniały urzędy stolnika wielkiego, m.in. późniejszy król Stanisław August Poniatowski był w latach 1755–1764 stolnikiem wielkim litewskim.
Jedna z postaci epopei Adama Mickiewicza Pan Tadeusz nosi miano Stolnika. Był on właścicielem zamku Horeszków. Został zabity przez Jacka Soplicę, ojca Tadeusza.
Stolnik jest także jedną z postaci wymienionych w operze Straszny dwór z librettem Jana Chęcińskiego i muzyką Stanisława Moniuszki. Był on ojcem dwóch młodych rycerzy, głównych męskich bohaterów dzieła, Zbigniewa i Stefana. Jego przyjaciel, Miecznik z Kalinowa, określił go jako zucha podobnego lwiej naturze, który nie lękając się niczego, śród boju łatwo radził sobie z przeciwnikami i nawet czart nie był mu straszny.
Tradycyjnie dzieciom stolnika przysługiwały tytuły odojcowskie. Dla synów był to stolnikowic lub stolnikowicz, a dla córek stolnikówna lub stolniczanka.